# Troglarmadillidium machadoi
Troglarmadillidium machadoi is een pissebed uit de familie Armadillidiidae. De wetenschappelijke naam van de soort is voor het eerst geldig gepubliceerd in 1945 door Albert Vandel.